# Auxiliary Territorial Service

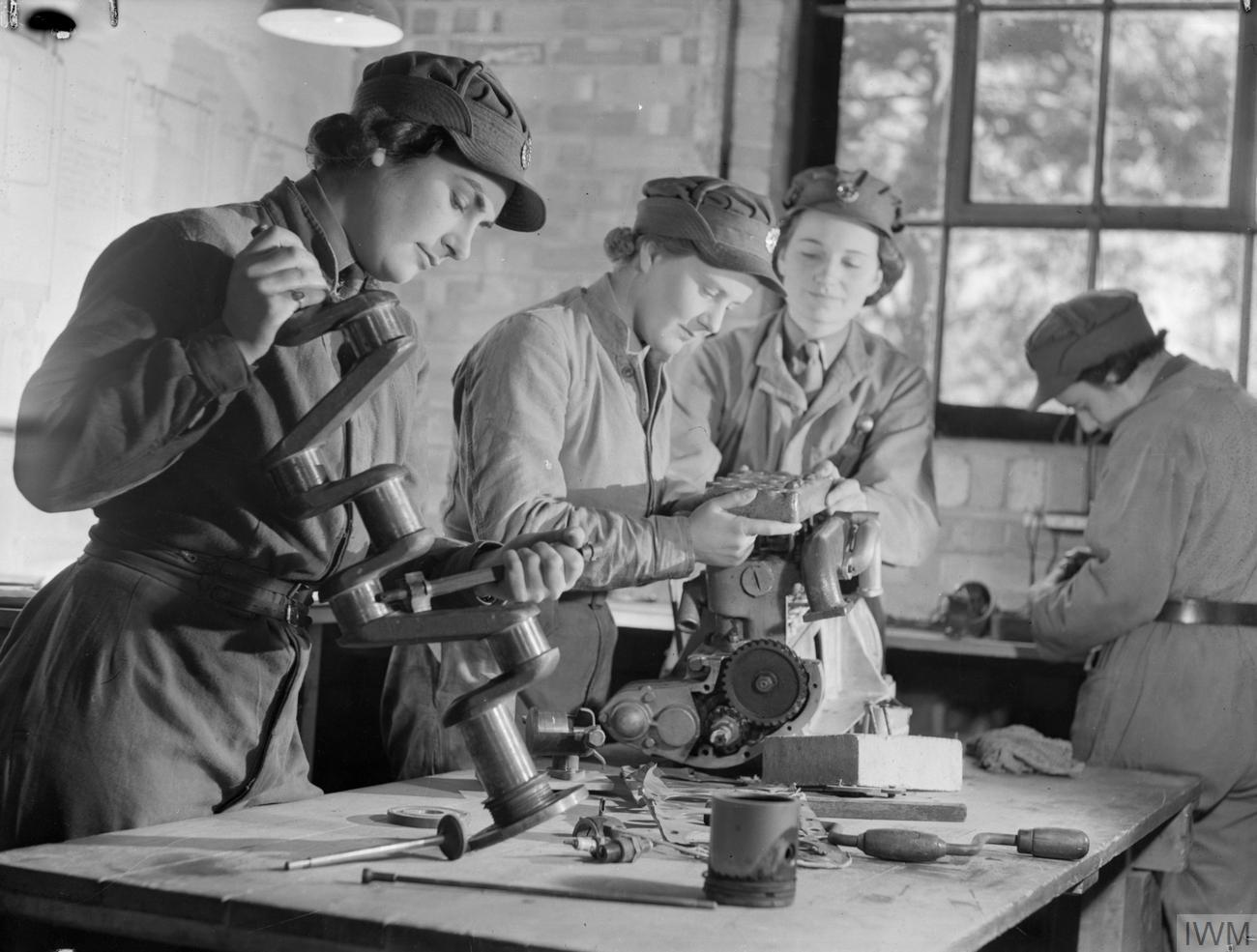
ATS-Mechanikerinnen bei ihrer Ausbildung (1941)

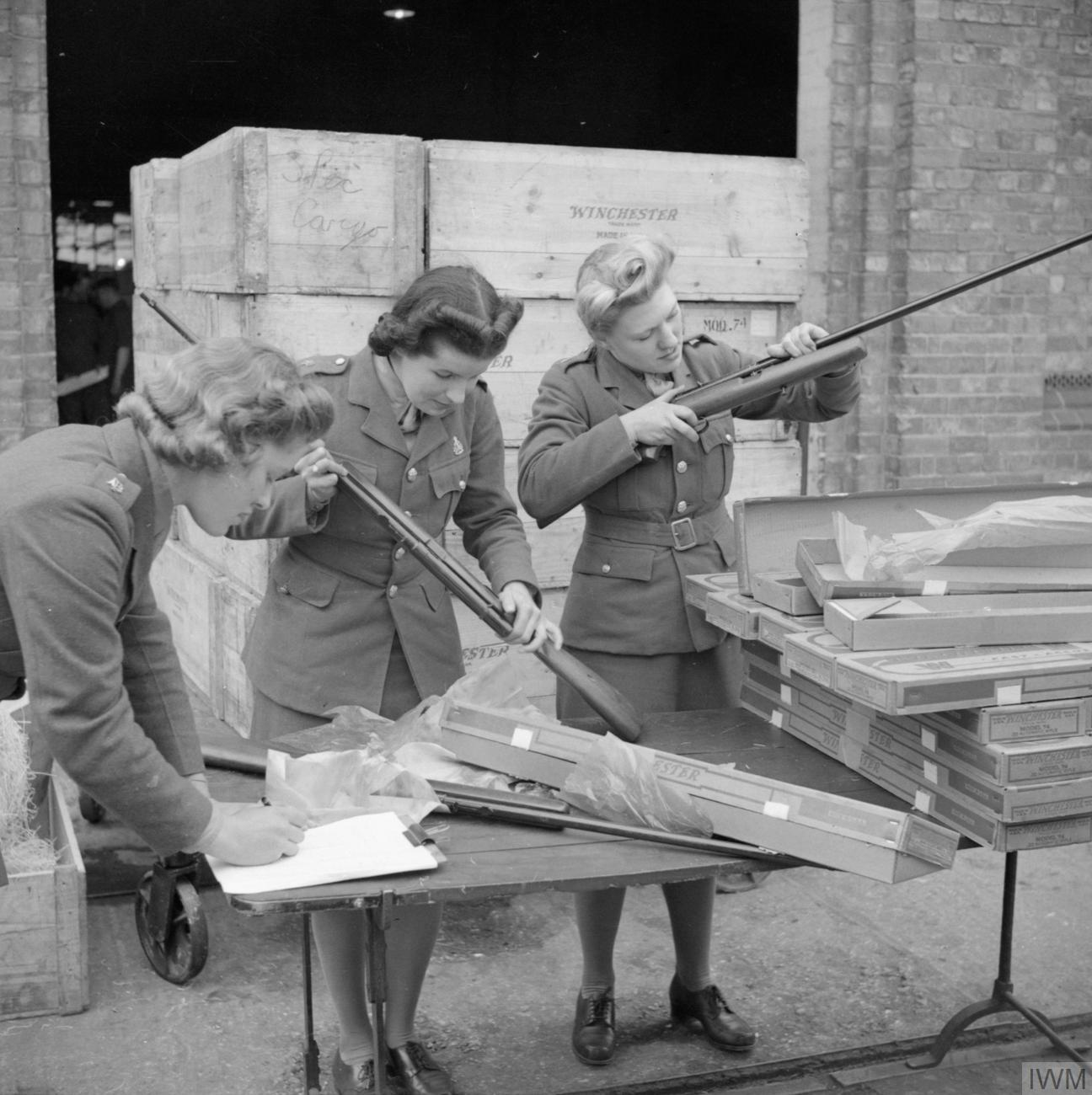
ATS-Mitglieder beim Auspacken und Überprüfen von amerikanischen Gewehren (1942)

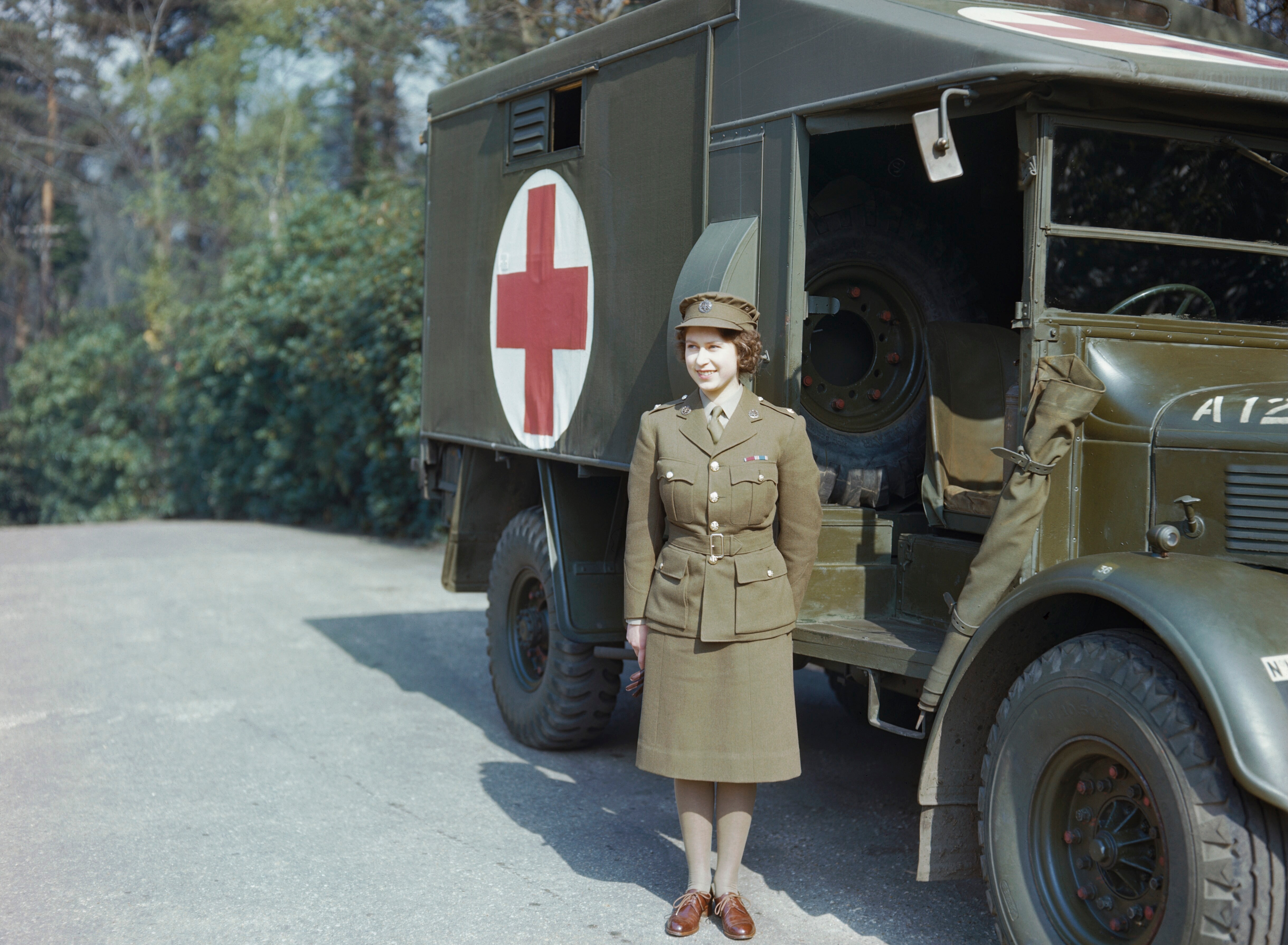
Die spätere Königin Elizabeth II. in der Uniform des ATS (1945)

Der Auxiliary Territorial Service (ATS) war die Frauenabteilung des britischen Heeres während des Zweiten Weltkriegs. Er wurde am 9. September 1938 gebildet und existierte bis zum 1. Februar 1949, als er im Women’s Royal Army Corps aufging.

## Geschichte
Seine Wurzeln hatte der ATS im Women’s Auxiliary Army Corps (WAAC), der von 1917 bis 1921 aktiv war und während des Ersten Weltkriegs verschiedene unterstützende Aufgaben wahrgenommen hatte. Vor dem Zweiten Weltkrieg beschloss die Regierung, ein neues Korps für Frauen aufzustellen. Ein ebenfalls neuer Beirat beschloss, den ATS an die Territorial Army (Freiwilligenreserve) anzuschließen; die Dienst leistenden Frauen sollten zwei Drittel des Solds eines männlichen Soldaten erhalten. Sämtliche Frauen im Heer schlossen sich dem ATS an – mit Ausnahme der Krankenschwestern im Queen Alexandra’s Royal Army Nursing Corps sowie der medizinischen und zahnmedizinischen Offiziere, die direkt dem Heer unterstellt wurden.
Die ersten Rekrutinnen des ATS kamen als Köchinnen, Schreibkräfte und Lagerverwalterinnen zum Einsatz. Nach Ausbruch des Krieges leisteten 300 ATS-Mitglieder Dienst in Frankreich. Als die deutsche Wehrmacht vorrückte, drängten sie die British Expeditionary Force an den Ärmelkanal zurück. Dies führte zur Evakuierung der Truppen aus Dünkirchen im Mai 1940. Einige ATS-Telefonistinnen gehörten zu den letzten britischen Truppenangehörigen, die im Rahmen von Operation Dynamo das Land verließen. Die Größe des ATS wuchs an und erreichte 65.000 Mitglieder im September 1941. Zunächst war Frauen zwischen 17 und 43 Jahren der Dienst gestattet, später wurden die Regeln gelockert, so dass auch bis zu 50-jährige Veteraninnen des WAAC beitreten konnten. Es kamen auch neue Aufgabenbereiche hinzu, wie z. B. Krankenpflegerinnen, Fahrerinnen, Postmitarbeiterinnen und Munitionsprüferinnen.
Im Dezember 1941 verabschiedete das Parlament den National Service Act, der unverheiratete Frauen zwischen 20 und 30 Jahren dazu verpflichtete, sich einem der Frauenverbände anzuschließen. Neben dem ATS waren dies der Women’s Royal Naval Service (Wren) (Marine), die Women’s Auxiliary Air Force (WAAF) (Luftwaffe) und der Women’s Transport Service (Fahrdienste). Der Aufruf ging später auch an Verheiratete, mit Ausnahme von Schwangeren und Müttern mit Kleinkindern. Weitere Möglichkeiten bot der Women’s Voluntary Service (Ergänzung der Notfalldienste) und die Women’s Land Army (Hilfe in Landwirtschaftsbetrieben). Der Dienst konnte aus Gewissensgründen verweigert werden. Frauen waren von direkten Kampfhandlungen ausgeschlossen, doch wegen des Mangels an Männern übernahmen der ATS und andere Verbände unterstützende Aufgaben wie z. B. die Bedienung von Radargeräten, Flugabwehr und Militärpolizei. Auch diese Tätigkeiten waren nicht ohne Risiko; gemäß dem Imperial War Museum gab es während des Krieges 717 Todesopfer.
Am VE-Day und vor der Demobilisierung zählte der ATS über 190.000 Mitglieder. Prominente Frauen in den Reihen des ATS waren u. a. Mary Churchill (die jüngste Tochter des Premierministers) und Prinzessin Elisabeth (die Tochter des Königs). Am 1. Februar 1949 ging der ATS im neu gebildeten Women’s Royal Army Corps auf.

## Direktorinnen des ATS
Die Direktorinnen des ATS hatten den Dienstgrad eines Chief Controller, der jenem eines Major General im Heer entsprach. Es waren dies:
- Helen Gwynne-Vaughan, Juli 1939 bis Juli 1941
- Jean Knox, Juli 1941 bis Oktober 1943
- Leslie Whateley, Oktober 1943 bis April 1946
- Mary Tyrwhitt, April 1946 bis Januar 1949